# هوپس دایز لست
هوپس دایز لست (به انگلیسی: Hopes Die Last) یک گروه موسیقی پست هاردکور تشکیل شده در رم، ایتالیا در سال ۲۰۰۴ است. این گروه همکنون با استندبای رکوردز قرارداد دارد. تا این تاریخ این گروه دو آلبوم استودیویی و دو آلبوم چندآهنگه پخش کرده‌اند